# 清水河街道 (六安市)
清水河街道，是中华人民共和国安徽省六安市金安区下辖的一个乡镇级行政单位。

## 行政区划
清水河街道下辖以下地区：
北苑社区、五里墩村、九里沟村、清水河村、刘大园村和淠河村。